# Vlag van Bourgogne-Franche-Comté

Vlag van Bourgogne-Franche-Comté

De vlag van Bourgogne-Franche-Comté bestaat uit vier delen afgeleid uit de vlaggen van de streken Bourgondië en Franche-Comté. De vlag werd in 2017 in gebruik genomen.

Vlag van Bourgondië
Vlag van Franche-Comté

Naast deze vlag is er een logovlag in gebruik.

Logovlag